# Journée internationale du chat noir
La Journée internationale du chat noir est un événement annuel qui a lieu le 17 août,.
Dans les pas du 8 août, journée internationale du chat, le 17 août est un jour plus spécifiquement dédié au chat noir. L'objectif de cette journée est de sensibiliser le public à ces félins souvent délaissés en raison de superstitions tenaces attachées à la couleur de leur pelage, et d'inciter à leur adoption,,.
Aux États-Unis, le 17 août est nommé le Black Cat Appreciation Day,.
Au Royaume-Uni, le Black Cat Day est célébré chaque 27 octobre, depuis sa création en 2011,.